# Club de Deportes Rengo
El Club de Deportes Rengo es un club de fútbol de Chile, con sede en la ciudad de Rengo, Región de O'Higgins. Fue fundado el 18 de marzo de 1984 y actualmente juega en la Segunda División Profesional de Chile.
Disputa sus partidos de local en el Estadio Municipal Guillermo Guzmán Díaz, recinto inaugurado en los años 1960, con capacidad para 3000 espectadores.

## Historia
El Club Deportes Rengo se fundó el 18 de marzo en 1984 bajo el alero de la Asociación de Fútbol de Rengo (ASOFUR) y perteneciente a los registros federados de la Asociación Nacional de Fútbol Amateur con el fin de unificar a los clubes locales en un solo representativo de la comuna en el Torneo Nacional de la Tercera División de ANFA. Por ello adoptó el nombre de Deportes y los colores de la Asociación y Selección de la comuna.
En la década de los 80's el club fue sostenido por colaboradores locales, principalmente industrias establecidas en la comuna, como Viamaxi, Temsa y la internacional Bticino, que tenía su fábrica en la ciudad. En aquella década, el Club Deportes Rengo fue un activo participante de la división y por varios años estuvo como candidato a diferentes ascensos. El club fue semillero de grandes jugadores de la zona, siendo la base de las selecciones comunales tricampeonas de los campeonatos nacionales amateur de 1986 en Valdivia, 1989 en Curicó y 1996 en Rengo. 
Luego de aquellos años, y con el cierre paulatino de las fábricas que apoyaban mayormente a la institución, el club se fue quedando sin el apoyo económico necesario, lo que lo condenó al descenso a la federación de origen en 1997. Así, se mantuvo por varios años, compitiendo en torneos federados locales, y copa de campeones regionales, con series juveniles y adultas.

### Campeón del Apertura de Tercera División 1986 y trayectoria en torneos nacionales
Como hecho destacado de esta época fue la obtención del Torneo de Apertura de Tercera División 1986, tras derrotar a Comercio de Llay-Llay en la final, luego de empatar 1-1 de local y vencer 2-0 en condición de visita. Pero luego de un pésimo Campeonato oficial de 1997, en el que acabó último de su grupo, el 'Oro y cielo' descendió a su Asociación de Origen.
En 2010 bajo la presidencia de Boris Cabrera junto al apoyo municipal y con la colaboración del club O’Higgins de Rancagua, que facilitó jugadores, Deportes Rengo retorna al fútbol amateur nacional, ingresando a la Tercera B 2010. En un largo torneo, en donde incluso se tuvieron que repetir partidos, Rengo no pudo obtener el ascenso, ubicándose en tercer lugar tras vencer a Sportverein Jugendland en la definición. Rengo tuvo una activa participación de las series juveniles, donde se alzó como Campeón en el Torneo de Novatos (sub-18) 2010, obteniendo así un segundo título institucional.
Luego de un fugaz paso por la Tercera División 2012, Deportes Rengo estuvo cerca del ascenso al quedar cuarto en la Liguilla Final del Transición de Cuarta División 2013, tras perder ante Jugendland por 3-1 de visitante, equipo que acabó en tercer lugar y con el ascenso de categoría. Pero en el Clausura de Cuarta División 2013, el club sí logró el objetivo de subir, junto con Deportes Limache, Estrella del Huasco, Deportivo Estación Central y Provincial Marga Marga.

### Campeón Copa Absoluta 2015

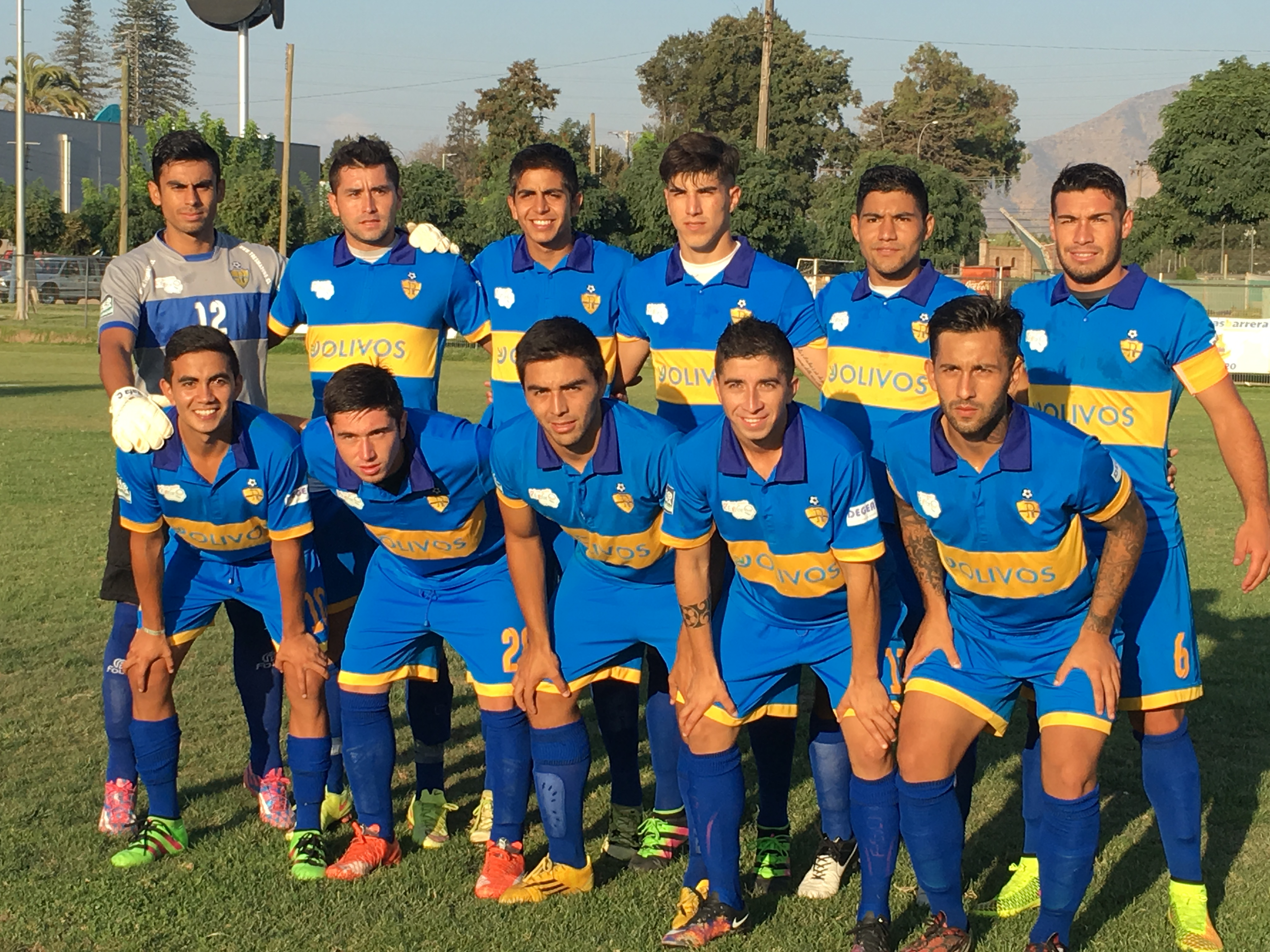
Plantel de Deportes Rengo en la previa de un encuentro ante Lautaro de Buin en 2016.

En el 2015 se desarrolló una nueva competencia, ésta fue la nueva Copa Absoluta, organizada por la Asociación Nacional de Fútbol Amateur, que reunía a todos los clubes de Tercera División A y B. En aquella edición, el club renguino, dirigido por Fred Gayoso, logró salir campeón tras ganar en la final a Real San Joaquín, por un marcador global de 5-1, y obtener una bonificación de 3 puntos para la Tercera A 2015, torneo en el que solo finalizaron en quinta posición con 49 puntos, lejos del campeón Independiente de Cauquenes, que terminó primero con 63 unidades.
Desde ese entonces fue protagonista del campeonato de Tercera División A, estando muy cerca de ascender al fútbol profesional el torneo de Tercera A 2017, cediendo el lugar a Fernández Vial por diferencia de goles.
En el año 2019, los renguinos participaron en la Copa Chile, pero terminaron siendo eliminados tempranamente por Barnechea por un marcador de 2-3.
En la temporada 2020, logró meterse en cuartos de final, pero terminó siendo eliminado por Rodelindo Román.
En la temporada 2021, clasificó a cuartos de final, pero terminó perdiendo frente a Provincial Ranco, estancando nuevamente el sueño del profesionalismo.

### Ascenso a la Segunda División Profesional
Para la temporada 2022, Deportes Rengo peleó el ascenso a la Segunda División Profesional, llegando a la última fecha con la primera opción de obtener el subcampeonato, pero desperdició la chance tras empatar 1:1 ante Municipal Santiago, permitiendo que Provincial Osorno, con su victoria por 2-0 como visitante ante Unión Compañías, obtuviera el segundo puesto y por consecuencia, el ascenso al profesionalismo. El mismo día, la ANFA mediante un comunicado de prensa, determinó que existía un cupo más para ascender, el cual sería disputado ante Deportes Colina.
El 4 de diciembre, en el Estadio Municipal de Puente Alto, tras empatar 1:1 en los 90' de juego, Deportes Rengo venció 7:6 a Deportes Colina en definición a penales, teniendo al portero Cristóbal Lecaros como principal figura (atajó el penal decisivo), logrando por primera vez el ascenso al fútbol profesional chileno, en ese caso a la Segunda División Profesional.

## Estadio
Deportes Rengo juega de local en el Estadio Municipal Guillermo Guzmán Díaz, principal estadio de fútbol de la ciudad, de propiedad de la Municipalidad de Rengo. Tras el ascenso de Deportes Rengo a la Segunda División, el estadio inició trabajos de remodelación para cumplir con las bases del torneo, que lo dejará con una capacidad cercana a las 3.500 personas.
En sus años en Tercera División, el club utilizaba como alternativa el Estadio Municipal de Rosario, ubicado en Estadio 200 con Camino La Lechería, en la localidad de Rosario. En 2023, y mientras se complete la remodelación del Guillermo Guzmán Díaz, Deportes Rengo será local en el Estadio Municipal Jorge Silva Valenzuela de San Fernando.

## Uniforme
- Uniforme titular: Camiseta azul con una franja horizontal amarilla, pantalón azul y medias azules.
- Uniforme alternativo: Camiseta amarilla con una franja horizontal azul, pantalón amarillo y medias amarillas.

### Uniforme titular
| 2022 |

### Uniforme visitante
| 2022 |

### Indumentaria
| Período   | Proveedor             |
| --------- | --------------------- |
| 2014      | Training Professional |
| 2015-2016 | Marca Propia          |
| 2017      | OneFit                |
| 2018      | Ovación               |
| 2019-2020 | Ocapa                 |
| 2021      | Squadra               |
| 2022-2023 | Infinity              |
| 2023      | Givova                |
| 2024      | Ativa                 |
| 2024      | Andrómeda             |
| 2025-     | Infinity              |

| Período   | Auspiciador |
| --------- | ----------- |
| 2014      | Rengo       |
| 2015-2017 | Olivos      |
| 2018-2020 | Funny Games |
| 2021-2022 | Funny Bikes |
| 2023-     | Pegsa       |

## Datos del club
- Temporadas en Segunda División: 3 (2023-)
- Temporadas en Tercera División A: 26 (1984-1994; 1996-1997, 2004-2006; 2012; 2014-2022)
- Temporadas en Tercera División B: 5 (2002-2003; 2010-2011; 2013)
- Mayores goleadas conseguidas
  - En Segunda División: 5-0 a Deportes Concepción en 2023.[16]
- Mayores goleadas recibidas
  - En Segunda División: 1-4 de Deportes Melipilla en 2023.[17]

## Jugadores

### Plantilla 2025
- Por disposición de la ANFP, los equipos chilenos en la Segunda División Profesional están limitados a tener en su plantel un máximo de tres futbolistas extranjeros, excluidos aquellos registrados en el Fútbol Formativo.
- Por disposición de la ANFP, el número de las camisetas no puede sobrepasar al número de jugadores inscritos.
- Por disposición de la ANFP el plantel debe utilizar al menos 1638 minutos a juveniles chilenos (nac. 1 de enero de 2003).

### Altas 2025
| Jugador          | Posición      | Procedencia       | Tipo     |
| ---------------- | ------------- | ----------------- | -------- |
| Claudio Abarca   | Portero       | San Marcos        | Libre    |
| Diego Cerón      | Defensa       | Santiago Morning  | Libre    |
| Ignacio Carrasco | Defensa       | Rangers           | Libre    |
| Paulo Magalhães  | Defensa       | Agente libre      | Libre    |
| Bernardo Mendoza | Defensa       | Lautaro           | Libre    |
| Kurt Zimmermann  | Defensa       | Chimbarongo       | Libre    |
| Luis Valenzuela  | Mediocampista | Santiago City     | Libre    |
| Rubén Cepeda     | Mediocampista | Agente libre      | Libre    |
| Camilo Ponce     | Delantero     | Deportes Recoleta | Libre    |
| Sebastián Núñez  | Delantero     | Deportes Colina   | Libre    |
| Juan Pablo Lorca | Delantero     | Chimbarongo       | Libre    |
| Nicolás Ibarra   | Delantero     | O'Higgins         | Préstamo |

### Bajas 2025
| Jugador             | Posición      | Destino             | Tipo            |
| ------------------- | ------------- | ------------------- | --------------- |
| Cristóbal Lecaros   | Portero       | General Velásquez   | Libre           |
| Ángel Marval        | Portero       | Bandera de ?        | Libre           |
| Leandro Cañete      | Portero       | Santiago Morning    | Fin de préstamo |
| Claudio Jopia       | Defensa       | Concón National     | Libre           |
| Matías Navarrete    | Defensa       | Concón National     | Libre           |
| Sebastián Contreras | Defensa       | Unión San Felipe    | Libre           |
| Diego Álvarez       | Defensa       | Santiago Morning    | Libre           |
| Jaime Soto          | Defensa       | Bandera de ?        | Libre           |
| Aníbal San Martín   | Defensa       | Bandera de ?        | Libre           |
| Franco Amarilla     | Defensa       | Bandera de ?        | Libre           |
| Eric Ahumada        | Defensa       | Retiro              |                 |
| Juan Pablo Abarzúa  | Mediocampista | Rancho Santana      | Libre           |
| Bryan Figueroa      | Mediocampista | Deportes Linares    | Libre           |
| Matías Páez         | Mediocampista | Cipolletti          | Libre           |
| Matías Recabal      | Mediocampista | Deportes Santa Cruz | Libre           |
| Gustavo Iturra      | Mediocampista | Bandera de ?        | Libre           |
| Rony Albornoz       | Mediocampista | Bandera de ?        | Libre           |
| Jaime Droguett      | Delantero     | General Velásquez   | Libre           |
| Marco Sebastián Pol | Delantero     | Bandera de ?        | Libre           |
| Hernán Ramírez      | Delantero     | Bandera de ?        | Libre           |
| Jonathan Font       | Delantero     | Bandera de ?        | Libre           |
| Marcos Catalán      | Delantero     | Bandera de ?        | Libre           |
| Matías Meneses      | Delantero     | Bandera de ?        | Libre           |
| José Tomás Herrera  | Delantero     | General Velásquez   | Fin de préstamo |

## Entrenadores

### Cronología
Los entrenadores interinos aparecen en cursiva.
- Gerardo Silva (1992-1994)
- Gerardo Silva (2010)
- John Greig (2011)
- Marcos Cari (2012)
- César Bustamante (2013)
- Pascual de Gregorio (2014)
- Mauricio Benavides (2014)
- Fred Gayoso (2015)
- Jaime Nova (2015)
- Luis 'Percy' Rojas (2015)
- Luis Medina (2016)
- Gerardo Silva (2016)
- Hermes Navarro (2016)
- Víctor Cancino (2017)
- Fred Gayoso (2017-2018)
- Luis Rojas (2018)
- Mauricio Benavides (2018)
- Gerardo Silva (2019)
- Fred Gayoso (2020-2021)
- Boris Leiva (2022)
- Matías Garrido (2022-2023)
- Jorge Maiben (2023)
- Marcelo Jara (2023)
- Martín Garnero (2024-)

## Palmarés

### Torneos nacionales
- Copa Absoluta: 1 (2015)
- Torneo de Apertura de Tercera División: 1 (1986)
- Torneo de Novatos ANFA: 1 (2010)